# Eleições legislativas dinamarquesas de 2011

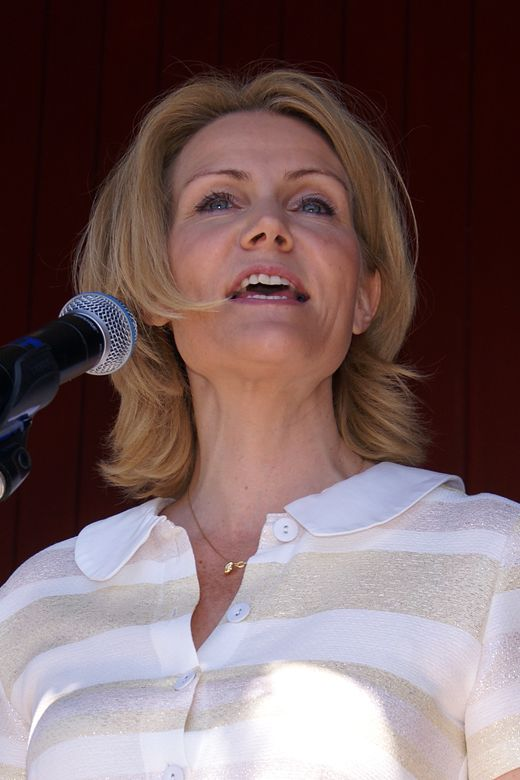
Helle Thorning-Schmidt
líder do Partido Social-Democrata

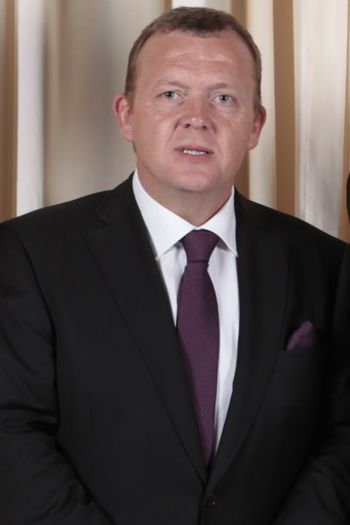
Lars Løkke Rasmussen
líder do Partido Liberal

As eleições gerais na Dinamarca em 2011 realizaram-se a 15 de setembro de 2011, para eleger 179 deputados ao Folketinget - o Parlamento da Dinamarca, tendo como  resultado a vitória do Bloco Vermelho (Centro-Esquerda) com 89 lugares conquistados, face ao Bloco Azul (Centro-Direita) com 86 lugares. Após esta vitória do centro-esquerda, Helle Thorning-Schmidt formou um governo, liderado pelo Partido Social-Democrata, coligado com o Partido Social-Liberal e o Partido Popular Socialista, e, apoiado, no parlamento, pela Aliança Vermelha e Verde.
O Bloco Vermelho - Rød blok - de centro-esquerda, é composto pelo Partido Social-Democrata , pelo Partido Popular Socialista , pelo Partido Social-Liberal  e pela Aliança Vermelha e Verde.	
O Bloco Azul -  Blå blok - de centro-direita, é composto pelo Venstre-Partido Liberal, pelo Partido Popular Dinamarquês, pela Aliança Liberal  e pelo Partido Popular Conservador.
Nas regiões autónomas - Ilhas Feroé e Groenlândia - concorreram partidos locais, tendo em ambos os casos sido atribuídos dois mandatos - um para a direita e um para a esquerda.

## Resultados
Os resultados eleitorais foram os seguintes:

### Dinamarca
| Partido                 | Partido                     | Votos     | %    | +/- | Deputados | +/- |
| ----------------------- | --------------------------- | --------- | ---- | --- | --------- | --- |
|                         | Partido Liberal             | 947 725   | 26,7 | 0,4 | 47 / 175  | 1   |
|                         | Partido Social-Democrata    | 879 615   | 24,8 | 0,7 | 44 / 175  | 1   |
|                         | Partido Popular Dinamarquês | 436 726   | 12,3 | 1,6 | 22 / 175  | 3   |
|                         | Partido Social-Liberal      | 336 698   | 9,5  | 4,4 | 17 / 175  | 8   |
|                         | Partido Popular Socialista  | 326 192   | 9,2  | 3,8 | 16 / 175  | 7   |
|                         | Aliança Vermelha e Verde    | 236 860   | 6,7  | 4,5 | 12 / 175  | 8   |
|                         | Aliança Liberal             | 176 585   | 5,0  | 2,2 | 9 / 175   | 4   |
|                         | Partido Popular Conservador | 175 047   | 4,9  | 5,5 | 8 / 175   | 10  |
|                         | Democratas-Cristãos         | 28 070    | 0,8  | 0,1 | 0 / 175   | =   |
|                         | Candidatos Independentes    | 1 850     | 0,1  | 0,1 | 0 / 175   | =   |
| Votos Inválidos         | Votos Inválidos             | 34 307    | 1,0  | 0,3 |           |     |
| Total                   | Total                       | 3 545 368 | 100  |     | 175       |     |
| Eleitorado/Participação | Eleitorado/Participação     | 4 079 910 | 87,7 | 1,1 |           |     |

### Ilhas Faroé
| Partido                 | Partido                  | Votos  | %    | +/- | Deputados | +/- |
| ----------------------- | ------------------------ | ------ | ---- | --- | --------- | --- |
|                         | Partido Unionista        | 6 361  | 30,8 | 7,3 | 1 / 2     | =   |
|                         | Partido Social-Democrata | 4 328  | 21,0 | 0,6 | 1 / 2     | 1   |
|                         | Partido da República     | 3 998  | 19,4 | 6,0 | 0 / 2     | 1   |
|                         | Partido Popular          | 3 932  | 19,0 | 1,5 | 0 / 2     | =   |
|                         | Partido do Centro        | 872    | 4,2  | 2,6 | 0 / 2     | =   |
|                         | Partido da Autonomia     | 481    | 2,3  | 1,2 | 0 / 2     | =   |
|                         | Candidatos Independentes | 672    | 3,3  | -   | 0 / 2     | -   |
| Votos Inválidos         | Votos Inválidos          | 301    | 1,5  | 0,9 |           |     |
| Total                   | Total                    | 20 644 | 100  |     | 2         |     |
| Eleitorado/Participação | Eleitorado/Participação  | 35 044 | 58,9 | 8,3 |           |     |

### Gronelândia
| Partido                 | Partido                        | Votos  | %    | +/- | Deputados | +/- |
| ----------------------- | ------------------------------ | ------ | ---- | --- | --------- | --- |
|                         | Partido do Povo                | 9 780  | 42,7 | 9,4 | 1 / 2     | =   |
|                         | Avante                         | 8 499  | 37,1 | 4,9 | 1 / 2     | =   |
|                         | Democratas                     | 2 882  | 12,6 | 5,7 | 0 / 2     | =   |
|                         | Partido Liberal da Gronelândia | 1 728  | 7,5  | 8,8 | 0 / 2     | =   |
|                         | Candidatos Independentes       | 24     | 0,1  | -   | 0 / 2     | -   |
| Votos Inválidos         | Votos Inválidos                | 612    | 2,7  | 0,7 |           |     |
| Total                   | Total                          | 22 913 | 100  |     | 2         |     |
| Eleitorado/Participação | Eleitorado/Participação        | 40 935 | 57,4 | 7,2 |           |     |